# Vlag van Vitebsk (oblast)

Vlag van Vitebsk

De vlag van Vitebsk toont het oblastwapen op een groene achtergrond. Dit is sinds 2 juni 2009 het officiële symbool van de Wit-Russische oblast Vitebsk.
De vlag heeft een hoogte-breedteverhouding van 1:2.
Het wapen bestaat uit een rood veld waarvan een zilveren ruiter in harnas is afgebeeld, met een zwaard in zijn rechterhand boven zijn hoofd, en een schild met een gouden zespuntig kruis in zijn linkerhand. Het wapen wordt gecompleteerd door een grote gouden stadskroon met vijf tanden, daaronder zijn twee gouden eikentakken omlijst, omwikkeld en verbonden door een blauw lint van de Orde. Het wapen was gebaseerd op het historische wapen van het gouvernement Vitebsk (1856).